# De Havilland DH.106 Comet

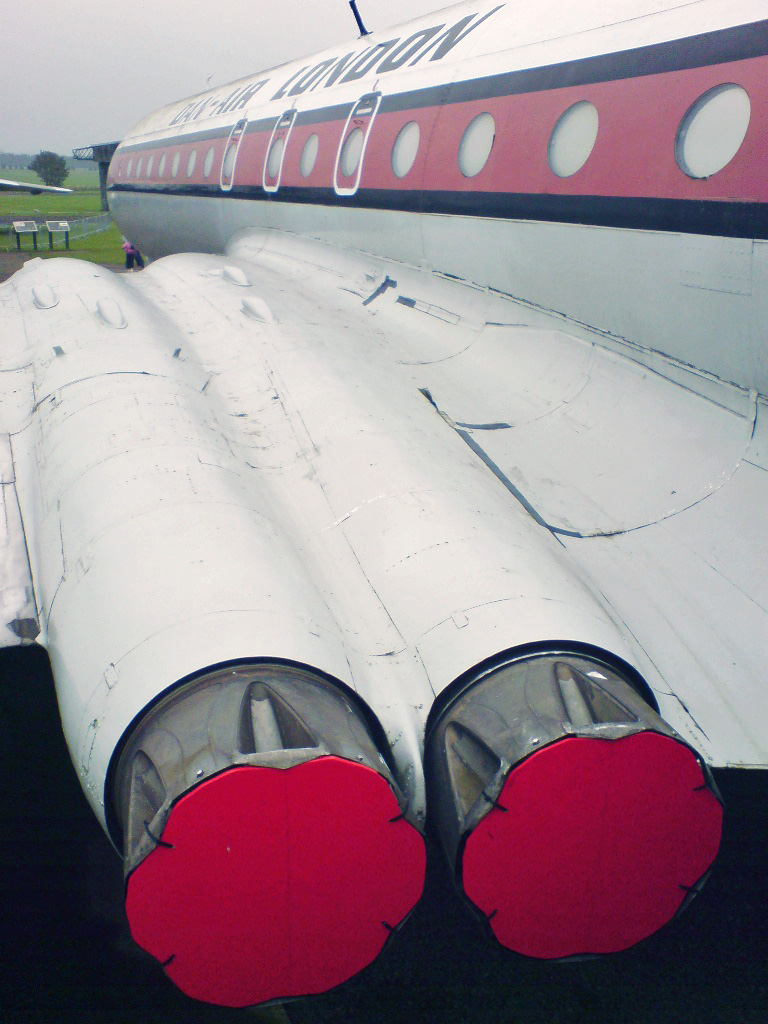
Dettaglio del bordo d'uscita alare di un Comet 4C della Dan-Air: si notino gli alloggiamenti dei motori integrati nelle ali.

Il de Havilland DH.106 Comet era un quadrimotore di linea a getto ad ala bassa prodotto dall'azienda britannica de Havilland Aircraft Company nei primi anni cinquanta.
Fortemente voluto dal presidente della ditta Geoffrey de Havilland, il Comet detiene il primato di essere stato il primo aereo di linea a getto della storia ad entrare in servizio operativo.

## Storia

### Sviluppo
Il Comet nasce dalla lungimirante idea delle autorità inglesi di affidare (nel 1941) ad un gruppo di tecnici (noto come Brabazon Committee) lo studio di velivoli da trasporto, da utilizzare al termine del conflitto.
Tra le varie proposte avanzate da questo comitato, quella identificata come Type IV venne affidata (sul finire del 1943) alla de Havilland e riguardava la realizzazione di un velivolo da trasporto commerciale dotato di motori a getto.
La de Havilland era in grado di affrontare autonomamente tale compito, in quanto dotata sia di una divisione aeronautica che di una motoristica. Nei primi mesi del 1945 la ditta venne autorizzata a proseguire lo sviluppo del progetto DH 106, anche se le direttive variavano ancora tra la possibilità di realizzare un trasporto passeggeri a breve raggio ed un velivolo con autonomia per voli transatlantici da adibire a trasporto postale.
L'insistenza dell'ufficio tecnico della de Havilland contribuì a convincere le autorità inglesi e la British Overseas Airways Corporation (BOAC) ad optare per la soluzione passeggeri, anche a causa dell'impossibilità di ottenere (all'epoca) la sufficiente autonomia per i voli transatlantici.
Il progetto ottenne l'approvazione definitiva nell'autunno del 1946 e la BOAC emise un ordine per otto esemplari (malgrado dichiarazioni iniziali ben più sostanziose).
La modernità del progetto richiese la sperimentazione di diverse tecnologie all'epoca poco note o, per certi versi, sconosciute. La sintesi di tutte le soluzioni studiate furono i due prototipi che videro la luce nell'estate del 1948.
Il primo volo di un DH 106 (immatricolato G-ALVG), avvenuto il 27 luglio 1949 ai comandi del capo collaudatore della de Havilland John Cunningham, fu anche il primo volo in assoluto di un velivolo commerciale a reazione.
Già dai primi voli di collaudo e dai primi viaggi di collegamento con le principali capitali europee fu chiara la rivoluzione che la propulsione a getto avrebbe portato nel mondo dell'aviazione commerciale: i tempi di collegamento si riducevano sensibilmente ed aumentavano le destinazioni raggiungibili senza scalo.
La produzione procedette a pieno ritmo e l'ordine della BOAC, nel frattempo cresciuto a 10 velivoli, venne evaso tra il gennaio del 1951 ed il settembre del 1952.
L'eco dei primi successi calamitò l'attenzione di diverse compagnie aeree verso il Comet e gli ordini, che cominciavano a pervenire, richiedevano aerei con caratteristiche modificate (prevalentemente nell'autonomia e nella capacità di passeggeri): nacquero così le versioni 1A e 2; altri ordini arrivarono alla conferma dello sviluppo della nuova versione 3, annunciata al salone aeronautico di Farnborough del 1952, che avrebbe dovuto avere la fusoliera ulteriormente allungata ed era studiata prevalentemente per l'impiego nei collegamenti transatlantici.
Gli incidenti che ebbero il Comet come protagonista portarono alla revisione completa del progetto, ma anche la cancellazione di tutti gli ordini fino ad allora pervenuti. L'unico esemplare della serie 3 venne quindi impiegato esclusivamente come prototipo per la realizzazione del Comet 4 che, ancora una volta, veniva concepito per godere di maggiore autonomia (grazie a serbatoi più capienti).
La scommessa commerciale di riproporre il Comet malgrado le vicissitudini degli anni precedenti, ebbe esito positivo quando la BOAC comunicò un ordine per 19 esemplari, pur se sul mercato si erano nel frattempo resi disponibili nuovi velivoli di successo: su tutti il Boeing 707 ed il Douglas DC-8.
Il raggiungimento dell'affidabilità dimostrata grazie a questi primi esemplari fece nuovamente guadagnare estimatori del Comet alla de Havilland che realizzò, sulla base delle diverse necessità degli operatori, le nuove versioni 4A, 4B e 4C. Quest'ultima fu la versione di maggior successo, raggiungendo un totale di 30 velivoli prodotti.

## Descrizione tecnica

### Generalità
Il Comet era un quadrigetto completamente metallico ad ala bassa a freccia di 20 °, ottenuta prevalentemente dalla rastremazione in pianta; l'ala era costituita da tre longheroni che univano le semiali transitando nella parte inferiore della fusoliera, sotto il piano del pavimento. Le semiali nella parte interna avevano uno spessore maggiore, al fine di alloggiare i 4 motori che prendevano aria da aperture ovali al bordo d'attacco e terminavano in condotti di scarico subito dietro il bordo d'uscita. L'impennaggio orizzontale, contrariamente all'ala, non era a freccia.
La fusoliera aveva una lunghezza comparabile a quella di un moderno Boeing 737, tuttavia approssimativamente a parità di volumi era in grado di trasportare un numero significativamente inferiore di passeggeri. La disposizione dei sedili seguiva nella prima configurazione del Comet 1 una configurazione di 11 file da 4 sedili ciascuna. Nelle successive versioni lo spazio disponibile ai passeggeri aumentò se si arrivò con il Comet 4 a trasportare circa 120 passeggeri nella configurazione più economica. 
La cabina di pilotaggio aveva quattro posti: due per i piloti, uno per il navigatore e uno per l'ingegnere di volo.
Il carrello di atterraggio era anch'esso « made in de Havilland » e consisteva in una configurazione a triciclo anteriore: i carrelli principali erano a quattro ruote ciascuno, collocati verso l'esterno dei motori periferici e si chiudevano ripiegandosi in direzione delle estremità alari e durante la crociera erano alloggiati in due cassoni sempre all'interno dell'ala. Per i Comet 3 e 4 vennero aggiunti due serbatoi aggiuntivi posti parallelamente alla fusoliera incastonati verso le estremità alari, sporgenti solo dal bordo d'attacco.
Grazie alla natura stessa dei propulsori a getto il velivolo risultava essere più silenzioso sia all'interno che all'esterno rispetto ai concorrenti propulsi a motoelica. Il Comet vedeva inoltre, per la prima volta nel panorama dell'aviazione di linea, la presenza di una cambusa per la ristorazione a bordo, uno snack bar e toilettes separate per uomini e donne.
Le attrezzature di sicurezza in caso di incidente prevedevano giubbotti salvagente sotto i sedili e scialuppe di salvataggio gonfiabili collocate nel cassone alare fra la fusoliera e i propulsori.

### Fusoliera
Come per il resto della struttura vennero impiegate le nuove leghe d'alluminio D.T.D. 546 e 746. Le tecniche di assemblaggio delle varie parti includevano sia la classica rivettatura per gli elementi portanti come ordinate di forza e longheroni e un nuovo metodo chiamato Redux: esso veniva impiegato per l'incollaggio dei pannelli metallici (che nelle strutture a semiguscio sono indispensabili a sopportare gli sforzi di taglio). Tale metodo fu messo a punto e brevettato dalla Aero Research Limited negli anni quaranta e rappresentò il primo esempio di impiego in serie di resine epossidiche per l'incollaggio di metalli in campo aerospaziale; la scelta di tale tecnica permise un forte risparmio in termini di peso a fronte di una migliore affidabilità nel tempo (evitando di bucare le lamiere si alleviava la fatica metallica, rendendo il pezzo più durevole). Il nome del sistema adesivo è a tutt'oggi utilizzato e commercializzato dalla Hexcel.
I prototipi così realizzati furono sottoposti ad una serie di test estensivi per garantirne la tenuta: furono messi a punto testbeds costituiti da piscine ad acqua anziché camere di compressione e decompressione ad aria: tale test prevedeva la pressurizzazione della fusoliera a 16000 cicli di pressurizzazione/depressurizzazione da 0 a 2,5 psi (17,2 kPa), pari a circa 40000 ore di volo quasi. Le strutture dei finestrini subirono invece cicli da 0 a 12 psi, ovvero 5 in più rispetto alla pressione interna verificabile alla quota massima di servizio stabilita per il comet ad 11000 metri circa. Si arrivò a sottoporre una window frame addirittura ad una pressione di 100 psi, centinaia di volte superiore a quella ragionevolmente verificabile nella vita operativa del velivolo.
Se da un lato tali accorgimenti erano mirati ad alleggerire e allo stesso tempo rendere più resistente la struttura, dall'altro la misteriosa adozione di finestrini rettangolari minò la resistenza alla fatica della lega d'alluminio, provocando i tristemente famosi incidenti dei Comet di prima serie.
Nel complesso il design del Comet si presentava allora come qualcosa di unico: l'inclusione dei propulsori nell'ala, l'assenza di eliche, la morbidezza e la plasticità delle forme e il muso affusolato trasmettevano un senso di ordine ed eleganza ineguagliabili. Inutile dire che la pulizia delle forme fu dettata più che dall'estetica dalla necessità di ridurre al minimo gli attriti aumentando l'efficienza, obiettivo pienamente raggiunto visto che il Comet vantava la maggiore velocità di esercizio abbinata alla miglior efficienza nei consumi di combustibile e al minor peso a parità di passeggeri trasportati rispetto ai concorrenti Boeing 707 e Douglas DC-8.

### Propulsione
Come detto, il Comet prevedeva l'utilizzo di propulsori a getto, mai visti prima di allora su velivoli di linea. L'impianto propulsivo del Comet 1 era quindi costituito da due coppie di turbogetti (a configurazione semplice, cioè senza rapporto di diluizione e a compressore centrifugo anziché assiale) prodotti dalla stessa de Havilland (de Havilland Ghost 50 Mk1 turbojet) la cui spinta sviluppata raggiungeva i 22,2 kN ed erano installati direttamente nell'ala. L'assenza della gondola garantiva un minore coefficiente di attrito e quindi ridotta resistenza parassita e di forma, migliorando notevolmente l'efficienza del velivolo. Per lo stesso motivo in caso di avaria di uno dei propulsori non sarebbe stato necessario effettuare grosse compensazioni aerodinamiche, permettendo comunque una buona manovrabilità e consentendo ai progettisti di adottare un impennaggio orizzontale e un timone dalle dimensioni relativamente contenute.
Infine, trovandosi in posizione pari a quella dell'ala, i propulsori erano meno a rischio ingestione di oggetti estranei, in particolare durante le fasi di manovra a terra (rullaggio, decollo e atterraggio), evento che i propulsori di oggi riescono bene o male a sopportare senza generalmente grossi problemi, ma che per lo stato dell'arte degli anni '50 poteva essere la causa di una catastrofe.
Questi benefici ovviamente posero dei problemi relativi alla progettazione dell'ala: i longheroni dovevano infatti "scavalcare" i turbogetti interrompendo di fatto la continuità della struttura alare. Le armature e i rinforzi per permettere di raggiungere tale obiettivo aumentarono non poco la difficoltà del lavoro degli ingegneri, aggiungendo peraltro ulteriore peso non pagante al già pesante velivolo, senza contare che un'eventuale esplosione o guasto grave di un propulsore avrebbe minato l'integrità dell'ala, dividendola probabilmente in più spezzoni.
Proprio a causa di questi rischi la Boeing decise di adottare la configurazione a gondola in tutti i suoi velivoli, soluzione per l'appunto meno efficiente da un punto di vista di consumi, ma senz'altro meno onerosa da un punto di vista progettuale ed enormemente più affidabile in caso di avarie.
Le successive versioni del Comet videro la sostituzione dei propulsori con i nuovi e più efficienti Rolls-Royce Avon capaci sin dalle prime versioni di spinte quasi doppie rispetto ai Ghost, mentre va ricordato che i prototipi montavano, in aggiunta ai quattro turbogetti, due motori a razzo a combustibile liquido (anch'essi sviluppati dalla de Havilland, con il nome di Sprite, Folletto) che trovavano alloggiamento tra gli ugelli di scarico di ciascuna coppia di motori e che venivano impiegati nelle fasi di decollo oppure, all'occorrenza, alle quote più elevate. Tali propulsori aggiuntivi non vennero però adottati negli esemplari di serie.

### Pressurizzazione
Tra le varie tecnologie impiegate per la prima volta in assoluto su un velivolo dalle dimensioni del Comet vi fu il sistema di pressurizzazione: esso si era già visto su altri velivoli, ma quello progettato per il Comet raggiungeva pressioni doppie rispetto a qualsiasi altro impianto di pressurizzazione mai installato prima: esso come i moderni impianti utilizzati oggigiorno prelevava aria direttamente dai propulsori attingendola a valle dello stadio di compressione. Ciò combinato alla propulsione a getto (che contrariamente al propulsore ad elica, migliora le proprie caratteristiche di efficienza all'aumentare della quota) permise di raggiungere quote molto più elevate rispetto ai precedenti velivoli di linea, rendendo le trasvolate più economiche e confortevoli per i passeggeri.

### Impiego operativo
Il 26 ottobre 1951 fu una giornata storica per l'aviazione: il Comet immatricolato G-ALYP fu il primo jet ad effettuare un volo di linea regolare (tra Londra e Johannesburg, via Roma).
Il terzo segno nella storia dell'aviazione commerciale il Comet lo avrebbe lasciato il 4 ottobre 1958, completando il primo volo commerciale transatlantico compiuto da un jet, in anticipo di 22 giorni rispetto al primo Boeing 707 della Pan Am, aggiudicandosi quella che era divenuta una gara a tutti gli effetti.
Nel frattempo si erano registrati altri eventi che avevano decisamente condizionato la vita operativa e gli sviluppi del quadrireattore britannico: in poco meno di 12 mesi tre incidenti ebbero come protagonista i Comet.

## Vizi progettuali catastrofici e incidenti
La prima avvisaglia si ebbe in fase di decollo da Roma quando, il 2 maggio 1952, un Comet (G-ALYZ) non riuscì a prendere il volo e subì seri danni: in questa occasione non vi furono vittime, ma gli incidenti successivi non ebbero il medesimo epilogo. Ancora in fase di decollo un Comet della Canadian Pacific Airlines (CF-CUN) rimase completamente distrutto a Karachi, senza lasciare superstiti. Il 2 maggio 1953 (esattamente un anno dopo il primo volo di linea), un esemplare (G-ALYV) ebbe problemi in decollo da Calcutta e precipitò causando 43 vittime. Il 10 gennaio 1954 un velivolo (G-ALYP), dopo essere decollato da Roma, precipitò presso l'Isola d'Elba con 35 persone a bordo. La medesima sorte toccò ad un terzo aereo (G-ALYY) che, ancora una volta decollato da Roma, cadde nelle acque antistanti l'isola di Stromboli.
Finalmente venne deciso di sospendere l'attività dei Comet e quella che ne seguì divenne una delle più approfondite indagini tecniche fino ad allora realizzate; il compito dei tecnici della de Havilland era ovviamente duplice: ricercare le cause di tanti incidenti e tentare (per quanto possibile) di ricostruire la fiducia nei confronti del loro velivolo, dissoltasi in un brevissimo lasso di tempo.

### Le inchieste e i test
Il 19 ottobre 1954, il governo britannico istituì una commissione d'inchiesta sotto la guida di Lord Cohen al fine di esaminare le dinamiche e le cause della catena di incidenti. I test furono condotti dal direttore del RAE, Sir Arnold Hall, a Farnborough, il quale sin dall'inizio aveva ipotizzato che la causa principale potesse essere quella del progressivo indebolimento della fusoliera, iniziando così una serie di prove di pressione estensive volte a verificare lo stress sulle superfici dei pannelli di copertura. 
Tali supposizioni furono confermate con il recupero e l'analisi di grosse sezioni di fusoliera dell'esemplare G-ALYP precipitato all'Isola d'Elba: dai rottami emerse infatti che le lacerazioni si propagavano dalle aperture di finestrini e antenne del sistema ADF.
La conferma arrivò con i test condotti sull'esemplare G-ALYU il quale venne sottoposto a lunghe sessioni di sovra-pressurizzazioni in vasca ad acqua fino alla sua distruzione: i risultati rivelarono che se la maggior parte delle superfici della fusoliera rispondeva agli elevati stress in modo brillante (va ricordato che le nuove leghe con cui il Comet fu costruito furono un notevole passo in avanti nel campo dell'aviazione), negli angoli dei finestrini rettangolari lo stress metallico aveva valori tripli rispetto al resto della struttura. Questo fenomeno, noto come effetto intaglio, combinato al fatto che qualsiasi spigolo rappresenta un innesco di cricca, causò un lento e progressivo formarsi di micro-crepe all'interno delle lamiere, le quali ad un certo punto non più capaci di sopportare lo stress della pressurizzazione, si laceravano violentemente causando la catastrofe.
Il problema fu aggravato anche dal metodo di rivettatura: le cornici dei finestrini venivano infatti fissate alla struttura con la tecnica della rivettatura a pressione (punch-riveting): tale metodo prevedeva l'inserimento del rivetto direttamente nella lamiera, senza preforatura. A differenza quindi della rivettatura con preforatura, che prevede appunto la creazione di fori nelle lamiere tramite trapanatura prima che il rivetto venga messo in opera, questo metodo era un'ulteriore causa di riduzione dell'integrità delle componenti dei finestrini, dotandoli di fatto già in fabbrica di inneschi di cricca a causa della irregolare natura del foro «a pressione». Inoltre in origine fu previsto prima l'incollaggio e poi la rivettatura di tali cornici; in fase di produzione però si saltò la parte dell'incollaggio procedendo alla rivettatura diretta. Ciò accadde anche per la finestrella in vetroresina delle antenne del sistema ADF.
A partire dal Comet 2 i finestrini assunsero una forma ovale e le aperture per l'ADF vennero rinforzate, cambiò anche il metodo di rivettatura. Resta tuttavia un mistero come mai in fase di progettazione e costruzione nessuno avesse considerato le suddette criticità, soprattutto in riferimento a un velivolo come il Comet, che impiegava il più potente impianto di pressurizzazione all'epoca disponibile.
La commissione Cohen concluse le indagini il 24 novembre 1954, riconoscendo comunque che, una volta corretti i difetti di progettazione, il Comet era da considerarsi un velivolo solido e valido.
Ovviamente tutti gli esemplari delle versioni 1 e 1A fino ad allora realizzati vennero rinforzati e reimpiegati per programmi sperimentali che non prevedevano passeggeri e che quindi non necessitavano di pressurizzazione della fusoliera o, in diversi casi, demoliti. I pochi Comet 2 realizzati furono ricostruiti con aperture ovali o consegnati al Transport Command della RAF, mentre due furono impiegati dalla Rolls-Royce per prove sperimentali del motore turbogetto Avon da installare sul costruendo Sud Aviation Caravelle, che pagava un cospicuo debito progettuale al Comet.

### Riprogettazione e ritorno in servizio
Dalla seconda versione (che peraltro montava nuove prese d'aria e i nuovi Rolls-Royce Avon) il Comet tornò lentamente sulla scena, anche se purtroppo l'immagine dell'azienda risentì fortemente degli errori commessi nella prima versione. Il successo ottenuto con la versione 4 portò il Comet a percorrere nuovamente le rotte di tutti i continenti: un esemplare divenne addirittura il velivolo del re Sa'ud dell'Arabia Saudita.
Questo aereo, proveniente da Ginevra e diretto a Nizza con i bagagli del re, si schiantò sul massiccio dell'Argentera (Cuneo) il 20 marzo 1963. Il ritrovamento dei rottami e delle 18 salme avvenne solo il successivo 28 aprile.
Gli ultimi due esemplari usciti dalle linee di montaggio vennero acquistati dalla Hawker Siddeley che li impiegò come base per lo sviluppo del pattugliatore marittimo Nimrod.

## Versioni
- DH 106 Comet: due prototipi; montavano 4 turboreattori de Havilland Ghost 50 e 2 motori ausiliari a razzo, a propellente liquido, de Havilland Sprite; le ruote del carrello posteriore inizialmente erano singole;
- Comet 1: primi 9 velivoli di serie (costruiti per conto della BOAC); privi dei motori a razzo, montavano elementi a quattro ruote alle gambe del carrello posteriore;
  - 1A: versione con serbatoi di capacità maggiorata e motori potenziati con iniezione di acqua e metanolo per l'impiego alle quote più elevate; 10 esemplari costruiti;
  - 1XB: 2 esemplari di "1A" della Royal Canadian Air Force che furono oggetto di ricostruzione strutturale nel 1957;
- Comet 2X: un singolo velivolo, impiegato come banco di prova volante per i motori Rolls-Royce Avon 501;
- Comet 2: versione inizialmente prevista come trasporto civile con fusoliera leggermente più lunga e dotata di motori Avon 503; vennero costruiti 36 esemplari ma gli ordini vennero annullati e non fu effettuata alcuna consegna;
  - 2E: due esemplari di Comet 2 vennero impiegati dalla BOAC per la prova di nuove rotte; vennero testati motori Avon 524 nella posizione esterna; uno di questi velivoli venne successivamente ricondizionato ed impiegato dal Royal Aircraft Establishment per effettuare prove di radar e radioaiuti alla navigazione;
  - E Mk.2: tre esemplari di Comet 2 vennero trasferiti alla RAF ed impiegati come piattaforma ELINT;
  - C Mk.2: dieci esemplari di Comet 2 vennero riadattati e trasferiti alla RAF per l'impiego come trasporti; due di questi vennero inizialmente impiegati come addestratori (con la sigla T Mk.2);
- Comet 3: un singolo prototipo con fusoliera ulteriormente allungata; impiegò prima motori Avon 522 e poi Avon 523; successivamente venne ricostruito come Comet 3B;
  - 3B: realizzato come prototipo per la serie 4B; aveva ali di apertura ridotta e turboreattori Avon 525. Venne successivamente impiegato come laboratorio per test sull'avionica e per l'atterraggio cieco;
- Comet 4: versione con cellula modificata e motori Avon 524, godeva di incrementata capacità dei serbatoi di carburante; 19 esemplari prodotti;
  - 4A: versione prevista per il breve raggio, non furono effettuate consegne;
  - 4B: seconda versione per voli di breve raggio; aveva ali di apertura ridotta e motori Avon 525B. Prodotta in 18 esemplari;
  - 4C: ultima versione di serie, aveva fusoliera allungata ed ala di grande apertura; prodotta in 30 esemplari, di cui gli ultimi due realizzati come Nimrod rispettivamente con motori Avon e Rolls-Royce Spey.

## Utilizzatori

### Civili

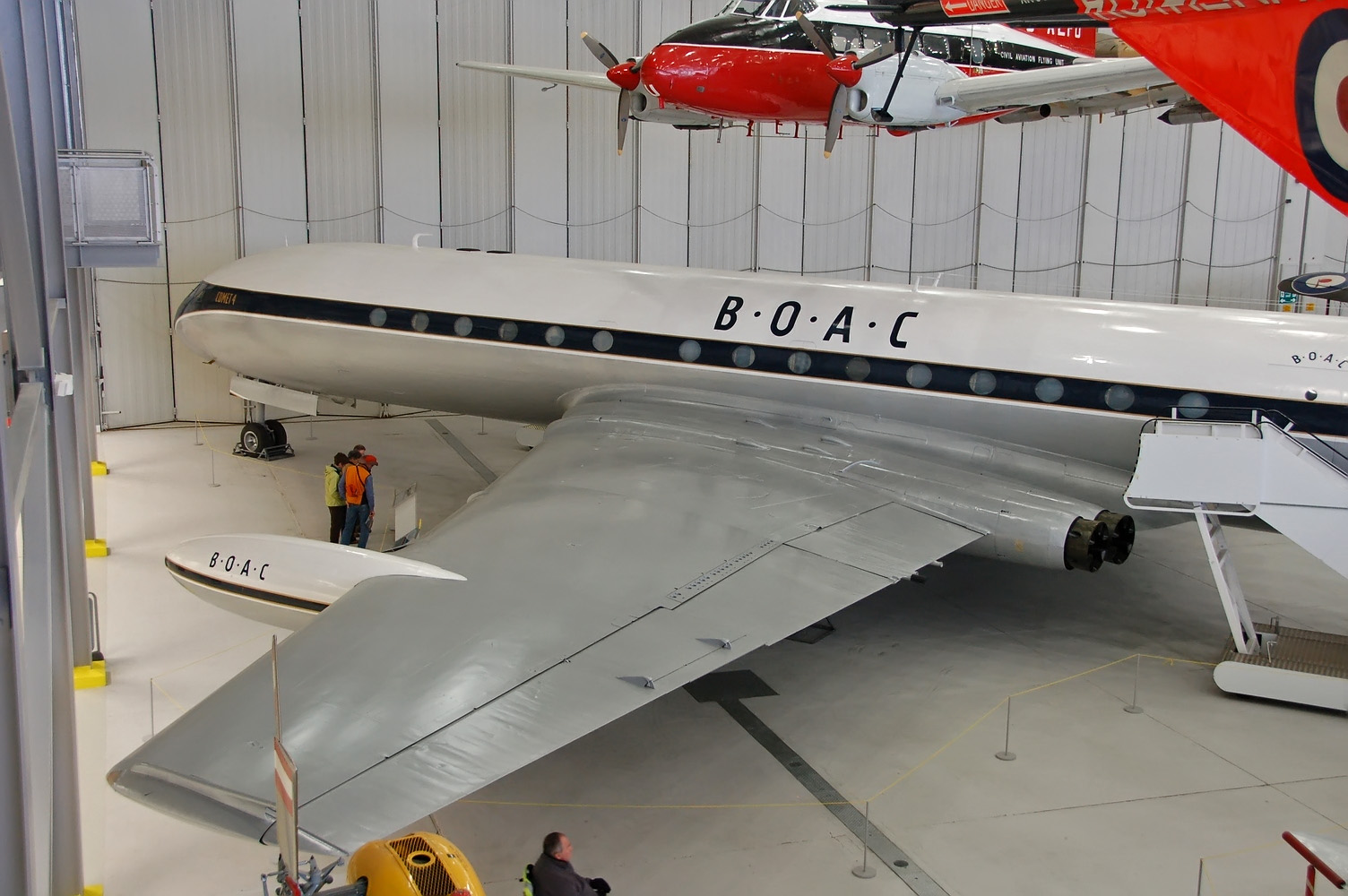
Un Comet 4C nei colori BOAC esposto all'Imperial War Museum di Duxford, Inghilterra.

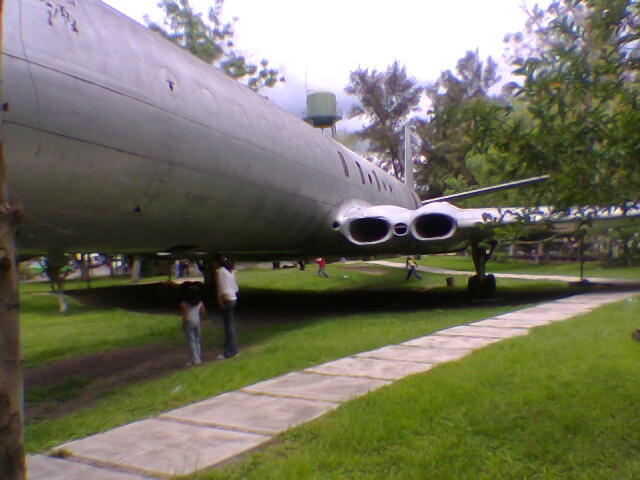
Il Comet 4C Comet 4C N777WA (ex Mexicana XA-NAT) esposto al Zoo di Irapuato, Guanajuato (Messico); vista frontale sinistra della fusoliera e delle prese d'aria dei motori Rolls-Royce Avon.

Arabia Saudita
- Governo saudita

Il governo saudita lo utilizzò come aereo presidenziale per il Re Sa'ud dell'Arabia Saudita
 Argentina
- Aerolíneas Argentinas

 Canada
- Canadian Pacific Airlines

 Ceylon
- Air Ceylon

 Comunità dell'Africa orientale (Kenya, Tanzania, Uganda)
- East African Airways

 Ecuador
- AREA

 Egitto
- Egyptair
- Misrair
- United Arab Airlines

 Francia
- Air France
- Union Aéromaritime de Transport
- Union des Transports Aeriens

 Grecia
- Olympic Airways

 Kuwait
- Kuwait Airways

 Libano
- Middle East Airlines

 Malaysia /  Singapore
- Malaysian Airlines
- Malaysia-Singapore Airlines

 Messico
- Mexicana

 Sudan
- Sudan Airways

 Regno Unito
- BEA Airtours
- British Commonwealth Pacific Airlines
- British European Airways (BEA)
- British Overseas Airways Corporation (BOAC)
- Channel Airways
- Dan-Air

### Contratti
Brasile
- Panair do Brasil (ordine cancellato)

 Giappone
- Japan Air Lines (ordine cancellato)

 Stati Uniti
- Capital Airlines (ordine cancellato)

 Venezuela
- Linea Aeropostal Venezolana (ordine cancellato)

### Militari
Canada
- Royal Canadian Air Force

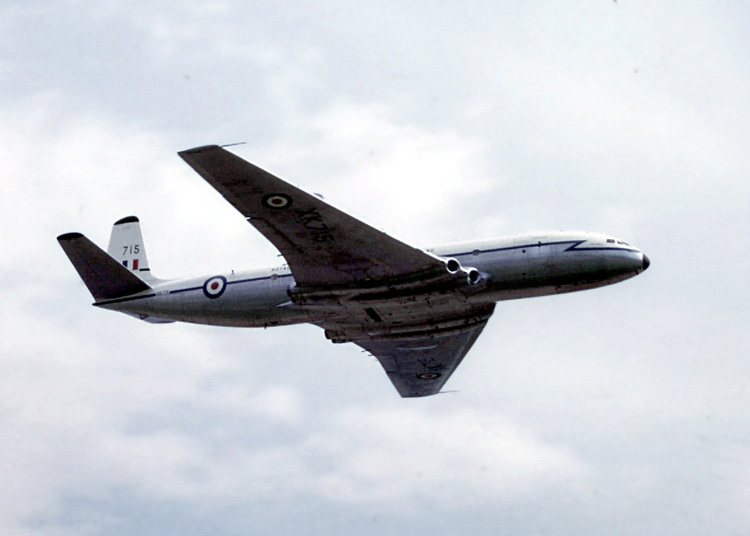
Un Comet C.2 della Royal Air Force.

  - 412 Squadron (1953-1963) Comet 1A (later retrofitted to 1XB)

 Regno Unito
- Royal Air Force
  - 51 Squadron (1958-1975) Comet C2 (RC)
  - 192 Squadron (1957-1958) Comet C2 (RC)
  - 216 Squadron (1956-1975) Comet C2 e C4
- Royal Aircraft Establishment

## Velivoli comparabili
Canada
- Avro Canada C102 Jetliner

 Unione Sovietica
- Tupolev Tu-104